# Collichthys
Collichthys is een geslacht van straalvinnige vissen uit de familie van ombervissen (Sciaenidae).

## Soorten
- Collichthys lucidus (Richardson, 1844)
- Collichthys niveatus Jordan & Starks, 1906